# Liga de Voleibol Superior Masculino 2014
La Liga Superior portoricana di pallavolo maschile 2014 si è svolta dal 21 agosto al 13 dicembre 2014: al torneo hanno partecipato 6 franchigie portoricane e la vittoria finale è andata per la seconda volta ai Capitanes de Arecibo.

## Regolamento
È prevista una regular season in cui le sei squadre partecipanti si affrontano fino ad un totale di ventidue incontri; le prime quattro classificate accedono ai play-off scudetto, strutturati in semifinali e finale al meglio delle sette gare.

## Squadre partecipanti
Al campionato di Liga de Voleibol Superior Masculino 2014 hanno partecipato sei franchigie, una delle quali, i Cariduros de Fajardo, reduce da una stagione di inattività; quattro franchigie aventi diritto di partecipazione non hanno preso parte al torneo: oltre ai disciolti Maratonistas de Coamo, i Caribes de San Sebastián, i Changos de Naranjito ed i Plataneros de Corozal hanno scelto di non iscriversi, restando inattivi per la stagione.
| Club                 | Stagione | Città    | Impianto                         | Stagione precedente                            |
| -------------------- | -------- | -------- | -------------------------------- | ---------------------------------------------- |
| Capitanes de Arecibo | dettagli | Arecibo  | Coliseo Manuel Iguina            | 3ª in LVSM, finale play-off scudetto           |
| Cariduros de Fajardo | dettagli | Fajardo  | Coliseo Tomás Dones              | Non iscritti in LVSM                           |
| Gigantes de Carolina | dettagli | Carolina | Coliseo Guillermo Angulo         | 4ª in LVSM, semifinali play-off scudetto       |
| Indios de Mayagüez   | dettagli | Mayagüez | Palacio de Recreación y Deportes | 5ª in LVSM, quarti di finale play-off scudetto |
| Mets de Guaynabo     | dettagli | Guaynabo | Coliseo Mario Morales            | 1ª in LVSM, Campioni di Porto Rico             |
| Patriotas de Lares   | dettagli | Lares    | Coliseo Félix Méndez Acevedo     | 7ª in LVSM, quarti di finale play-off scudetto |

## Campionato

### Regular season
| Risultati |                     |     |                                   |
|           |                     |     |                                   |
| 21-08     | Guaynabo - Arecibo  | 3-1 | 25-15, 26-28, 25-15, 25-23        |
| 21-08     | Lares - Carolina    | 3-0 | 25-17, 26-24, 25-12               |
| 22-08     | Fajardo - Mayagüez  | 2-3 | 18-25, 27-25, 25-19, 19-25, 11-15 |
| 23-08     | Arecibo - Guaynabo  | 3-0 | 25-19, 25-16, 25-19               |
| 24-08     | Carolina - Lares    | 3-1 | 28-26, 25-21, 22-25, 25-23        |
| 24-08     | Mayagüez - Fajardo  | 3-1 | 25-20, 19-25, 25-21, 25-18        |
| 28-08     | Fajardo - Guaynabo  | 1-3 | 25-16, 23-25, 14-25, 18-25        |
| 29-08     | Lares - Arecibo     | 2-3 | 25-20, 21-25, 22-25, 25-21, 16-18 |
| 29-08     | Carolina - Mayagüez | 0-3 | 14-25, 16-25, 22-25               |
| 04-09     | Mayagüez - Carolina | 3-1 | 20-25, 25-19, 25-22, 25-21        |
| 05-09     | Guaynabo - Fajardo  | 2-3 | 25-16, 25-23, 22-25, 23-25, 10-15 |
| 06-09     | Arecibo - Lares     | 1-3 | 25-27, 25-23, 20-25, 25-27        |
| 11-09     | Arecibo - Mayagüez  | 3-0 | 25-16, 25-18, 25-22               |
| 11-09     | Fajardo - Carolina  | 3-1 | 21-25, 25-21, 25-21, 25-22        |
| 12-09     | Guaynabo - Lares    | 3-0 | 25-19, 25-22, 25-15               |
| 13-09     | Arecibo - Mayagüez  | 3-2 | 26-24, 25-27, 25-23, 19-25, 15-11 |
| 14-09     | Carolina - Fajardo  | 3-1 | 25-18, 25-14, 23-25, 25-21        |
| 14-09     | Lares - Guaynabo    | 3-0 | 25-21, 25-22, 25-21               |
| 18-09     | Mayagüez - Guaynabo | 1-3 | 17-25, 25-20, 23-25, 15-25        |
| 18-09     | Carolina - Arecibo  | 1-3 | 23-25, 25-20, 19-25, 24-26        |
| 19-09     | Lares - Fajardo     | 1-3 | 22-25, 23-25, 25-22, 22-25        |
| 20-09     | Guaynabo - Mayagüez | 3-1 | 21-25, 25-19, 25-21, 25-13        |
| 21-09     | Arecibo - Carolina  | 3-0 | 25-22, 25-20, 25-23               |
| 21-09     | Fajardo - Lares     | 3-2 | 18-25, 25-22, 20-25, 25-21, 16-14 |
| 25-09     | Lares - Mayagüez    | 3-2 | 25-22, 25-22, 25-27, 21-25, 15-10 |
| 25-09     | Fajardo - Arecibo   | 3-2 | 20-25, 25-23, 29-27, 17-25, 15-10 |
| 26-09     | Carolina - Guaynabo | 0-3 | 15-25, 12-25, 19-25               |
| 27-09     | Mayagüez - Lares    | 0-3 | 16-25, 24-26, 22-25               |
| 28-09     | Arecibo - Fajardo   | 3-0 | 25-17, 25-17, 25-22               |
| 28-09     | Guaynabo - Carolina | 3-1 | 22-25, 25-15, 25-19, 25-19        |
| 02-10     | Arecibo - Guaynabo  | 3-1 | 22-25, 25-19, 25-18, 27-25        |
| 02-10     | Lares - Carolina    | 3-2 | 25-23, 23-25, 25-19, 20-25, 15-9  |
| 03-10     | Fajardo - Mayagüez  | 3-2 | 20-25, 25-22, 25-21, 20-25, 15-12 |

| Risultati |                     |     |                                   |
|           |                     |     |                                   |
| 04-10     | Guaynabo - Arecibo  | 3-0 | 25-19, 25-20, 25-23               |
| 05-10     | Carolina - Lares    | 3-1 | 25-15, 23-25, 25-23, 30-28        |
| 05-10     | Mayagüez - Fajardo  | 3-0 | 25-12, 25-22, 25-18               |
| 09-10     | Fajardo - Guaynabo  | 3-1 | 27-25, 21-25, 29-27, 25-21        |
| 09-10     | Lares - Arecibo     | 3-0 | 25-23, 25-23, 25-20               |
| 10-10     | Mayagüez - Carolina | 3-1 | 25-23, 14-25, 25-19, 25-19        |
| 11-10     | Guaynabo - Fajardo  | 3-0 | 25-13, 25-20, 25-20               |
| 12-10     | Arecibo - Lares     | 3-0 | 25-17, 25-13, 28-26               |
| 12-10     | Carolina - Mayagüez | 2-3 | 39-37, 16-25, 25-21, 18-25, 12-15 |
| 14-10     | Lares - Mayagüez    | 3-0 | 25-23, 25-21, 25-21               |
| 14-10     | Guaynabo - Fajardo  | 3-0 | 25-22, 25-18, 25-18               |
| 16-10     | Mayagüez - Arecibo  | 1-3 | 25-22, 20-25, 23-25, 20-25        |
| 16-10     | Fajardo - Carolina  | 3-1 | 26-24, 23-25, 25-19, 25-15        |
| 17-10     | Guaynabo - Lares    | 3-2 | 24-26, 25-23, 24-26, 25-21, 15-10 |
| 18-10     | Mayagüez - Arecibo  | 0-3 | 21-25, 22-25, 20-25               |
| 19-10     | Carolina - Fajardo  | 0-3 | 23-25, 20-25, 22-25               |
| 19-10     | Lares - Guaynabo    | 3-1 | 27-25, 23-25, 25-22, 25-22        |
| 21-10     | Mayagüez - Arecibo  | 1-3 | 22-25, 25-21, 23-25, 23-25        |
| 21-10     | Guaynabo - Carolina | 3-0 | 25-14, 25-18, 26-24               |
| 23-10     | Mayagüez - Guaynabo | 3-1 | 28-26, 24-26, 25-18, 25-23        |
| 23-10     | Carolina - Arecibo  | 0-3 | 19-25, 15-25, 19-25               |
| 24-10     | Lares - Fajardo     | 2-3 | 25-18, 25-21, 17-25, 22-25, 12-15 |
| 25-10     | Guaynabo - Mayagüez | 1-3 | 20-25, 17-25, 25-19, 22-25        |
| 26-10     | Arecibo - Carolina  | 3-1 | 25-19, 25-22, 22-25, 25-12        |
| 26-10     | Fajardo - Lares     | 3-0 | 25-19, 25-17, 25-18               |
| 28-10     | Arecibo - Lares     | 3-0 | 28-26, 25-17, 25-22               |
| 28-10     | Fajardo - Carolina  | 3-1 | 29-31, 25-16, 25-19, 25-18        |
| 30-10     | Mayagüez - Lares    | 3-2 | 26-28, 15-25, 25-12, 25-22, 15-8  |
| 30-10     | Fajardo - Arecibo   | 0-3 | 22-25, 23-25, 20-25               |
| 31-10     | Guaynabo - Carolina | 3-0 | 25-22, 25-18, 25-11               |
| 01-11     | Lares - Mayagüez    | 0-3 | 25-27, 22-25, 24-26               |
| 02-11     | Arecibo - Fajardo   | 1-3 | 25-22, 23-25, 22-25, 28-30        |
| 02-11     | Carolina - Guaynabo | 0-3 | 22-25, 17-25, 23-25               |

#### Classifica
| Pos. | Squadra              | Pt | G  | V  | P  | SV | SP | Ratio | PF   | PS   | Ratio |
| ---- | -------------------- | -- | -- | -- | -- | -- | -- | ----- | ---- | ---- | ----- |
| 1    | Capitanes de Arecibo | 47 | 22 | 16 | 6  | 53 | 27 | 1.963 | 1897 | 1750 | 1.084 |
| 2    | Mets de Guaynabo     | 42 | 22 | 14 | 8  | 49 | 31 | 1.580 |      |      |       |
| 3    | Cariduros de Fajardo | 35 | 22 | 13 | 9  | 44 | 43 | 1.023 | 1899 | 1957 | 0.970 |
| 4    | Indios de Mayagüez   | 33 | 22 | 11 | 11 | 43 | 44 | 0.977 | 1946 | 1925 | 1.011 |
| 5    | Patriotas de Lares   | 30 | 22 | 9  | 13 | 40 | 45 | 0.889 | 1895 | 1926 | 0.984 |
| 6    | Gigantes de Carolina | 11 | 22 | 3  | 18 | 21 | 60 | 0.350 |      |      |       |

| Ai play-off scudetto |

### Play-off scudetto
|  | Semifinali           | Semifinali           | Semifinali           | Semifinali | Semifinali | Semifinali | Semifinali | Semifinali | Semifinali |  |  | Finale | Finale               | Finale               | Finale               | Finale | Finale | Finale | Finale | Finale |  |
|  |                      |                      |                      |            |            |            |            |            |            |  |  |        |                      |                      |                      |        |        |        |        |        |  |
|  | Capitanes de Arecibo | Capitanes de Arecibo | Capitanes de Arecibo | 3          | 2          | 2          | 3          | 3          | 3          |  |  |        |                      |                      |                      |        |        |        |        |        |  |
|  | Indios de Mayagüez   | Indios de Mayagüez   | Indios de Mayagüez   | 0          | 3          | 3          | 0          | 1          | 1          |  |  | 1      | Capitanes de Arecibo | Capitanes de Arecibo | Capitanes de Arecibo | 1      | 3      | 3      | 3      | 3      |  |
|  | Mets de Guaynabo     | Mets de Guaynabo     | Mets de Guaynabo     | 3          | 3          | 3          | 1          | 2          | 3          |  |  | 2      | Mets de Guaynabo     | Mets de Guaynabo     | Mets de Guaynabo     | 3      | 1      | 0      | 2      | 1      |  |
|  | Cariduros de Fajardo | Cariduros de Fajardo | Cariduros de Fajardo | 2          | 2          | 2          | 3          | 3          | 0          |  |  |        |                      |                      |                      |        |        |        |        |        |  |

#### Semifinali
| Gara 1 |                    |     |                                  |
|        |                    |     |                                  |
| 05-11  | Arecibo - Mayagüez | 3-0 | 25-23, 25-19, 25-21              |
| 06-11  | Guaynabo - Fajardo | 3-2 | 25-23, 23-25, 25-18, 28-30, 15-9 |

| Gara 2 |                    |     |                                   |
|        |                    |     |                                   |
| 07-11  | Mayagüez - Arecibo | 3-2 | 25-22, 20-25, 25-14, 16-25, 15-10 |
| 08-11  | Fajardo - Guaynabo | 2-3 | 21-25, 18-25, 25-19, 25-23, 9-15  |

| Gara 3 |                    |     |                                   |
|        |                    |     |                                   |
| 09-11  | Arecibo - Mayagüez | 2-3 | 25-17, 17-25, 25-20, 20-25, 13-15 |
| 10-11  | Guaynabo - Fajardo | 3-2 | 25-20, 25-17, 20-25, 21-25, 15-12 |

| Gara 4 |                    |     |                            |
|        |                    |     |                            |
| 11-11  | Mayagüez - Arecibo | 0-3 | 17-25, 28-30, 17-25        |
| 12-11  | Fajardo - Guaynabo | 3-1 | 27-29, 29-27, 28-26, 25-23 |

| Gara 5 |                    |     |                                   |
|        |                    |     |                                   |
| 13-11  | Arecibo - Mayagüez | 3-1 | 25-18, 25-16, 22-25, 25-17        |
| 14-11  | Guaynabo - Fajardo | 2-3 | 19-25, 25-22, 20-25, 25-22, 12-15 |

| Gara 6 |                    |     |                            |
|        |                    |     |                            |
| 15-11  | Mayagüez - Arecibo | 1-3 | 25-20, 14-25, 18-25, 23-25 |
| 16-11  | Fajardo - Guaynabo | 0-3 | 21-25, 18-25, 24-26        |

#### Finale
| Gara 1 |                    |     |                            |
|        |                    |     |                            |
| 05-12  | Arecibo - Guaynabo | 1-3 | 28-26, 26-28, 21-25, 23-25 |

| Gara 2 |                    |     |                            |
|        |                    |     |                            |
| 07-12  | Guaynabo - Arecibo | 1-3 | 18-25, 20-25, 25-20, 26-28 |

| Gara 3 |                    |     |                     |
|        |                    |     |                     |
| 09-12  | Arecibo - Guaynabo | 3-0 | 25-21, 25-15, 25-22 |

| Gara 4 |                    |     |                                   |
|        |                    |     |                                   |
| 11-12  | Guaynabo - Arecibo | 2-3 | 25-22, 19-25, 25-22, 18-25, 13-15 |

| \| Gara 5 \| \| \| \| \| \| \| \| \| \| 13-12 \| Arecibo - Guaynabo \| 3-1 \| 17-25, 25-23, 25-19, 25-19 \| |                    |     |                            |
| Gara 5 |                    |     |                            |
| |                    |     |                            |
| 13-12 | Arecibo - Guaynabo | 3-1 | 17-25, 25-23, 25-19, 25-19 |

## Premi individuali
| Premio                   | Giocatrice        | Squadra              |
| ------------------------ | ----------------- | -------------------- |
| MVP della Regular Season | Jean Carlos Ortíz | Cariduros de Fajardo |
| MVP della Finale         | David Menéndez    | Capitanes de Arecibo |
| Miglior palleggiatore    | Juan Miguel Ruiz  | Cariduros de Fajardo |
| Miglior libero           | Marcos Liendo     | Indios de Mayagüez   |
| Miglior esordiente       | Eddie Rivera      | Gigantes de Carolina |
| Rising star              | Pedro Cabrera     | Capitanes de Arecibo |
| Miglior allenatore       | Carlos Rivera     | Cariduros de Fajardo |
| All-Star Team            | Juan Miguel Ruiz  | Cariduros de Fajardo |
| All-Star Team            | Juan Figueroa     | Capitanes de Arecibo |
| All-Star Team            | Yunieski Ramírez  | Mets de Guaynabo     |
| All-Star Team            | Jean Carlos Ortíz | Cariduros de Fajardo |
| All-Star Team            | Jessie Colón      | Patriotas de Lares   |
| All-Star Team            | Mannix Román      | Indios de Mayagüez   |
| All-Star Team            | Marcos Liendo     | Indios de Mayagüez   |

## Statistiche
| Punti totali | Punti totali      | Punti totali | Punti totali         |
| Pos.         | Nome              | Punti        | Squadra              |
| ------------ | ----------------- | ------------ | -------------------- |
| 1            | Jean Carlos Ortíz | 382          | Cariduros de Fajardo |
| 2            | Yunieski Ramírez  | 324          | Mets de Guaynabo     |
| 3            | Maurice Torres    | 297          | Capitanes de Arecibo |
| 4            | Juan Figueroa     | 294          | Capitanes de Arecibo |
| 5            | Jorge Mencía      | 282          | Mets de Guaynabo     |
| 6            | Juan Vázquez      | 275          | Indios de Mayagüez   |
| 7            | Jackson Rivera    | 267          | Patriotas de Lares   |
| 8            | Eddie Rivera      | 265          | Gigantes de Carolina |
| 9            | Ezequiel Cruz     | 263          | Indios de Mayagüez   |
| 10           | Domingo González  | 249          | Patriotas de Lares   |

| Attacchi vincenti | Attacchi vincenti | Attacchi vincenti | Attacchi vincenti    |
| Pos.              | Nome              | Punti             | Squadra              |
| ----------------- | ----------------- | ----------------- | -------------------- |
| 1                 | Jean Carlos Ortíz | 328               | Cariduros de Fajardo |
| 2                 | Juan Figueroa     | 281               | Capitanes de Arecibo |
| 3                 | Yunieski Ramírez  | 264               | Mets de Guaynabo     |
| 4                 | Maurice Torres    | 246               | Capitanes de Arecibo |
| 5                 | Jorge Mencía      | 245               | Mets de Guaynabo     |
| 6                 | Ezequiel Cruz     | 240               | Indios de Mayagüez   |
| 7                 | Jackson Rivera    | 233               | Patriotas de Lares   |
| 8                 | Juan Vázquez      | 226               | Indios de Mayagüez   |
| 9                 | Héctor Soto       | 223               | Capitanes de Arecibo |
| 10                | Eddie Rivera      | 223               | Gigantes de Carolina |

| Muri vincenti | Muri vincenti    | Muri vincenti | Muri vincenti        |
| Pos.          | Nome             | Punti         | Squadra              |
| ------------- | ---------------- | ------------- | -------------------- |
| 1             | David Menéndez   | 76            | Capitanes de Arecibo |
| 2             | Jessie Colón     | 76            | Patriotas de Lares   |
| 3             | Mannix Román     | 74            | Indios de Mayagüez   |
| 4             | Roberto Muñiz    | 53            | Capitanes de Arecibo |
| 5             | Luis Quiñones    | 43            | Patriotas de Lares   |
| 6             | Josué Núñez      | 40            | Indios de Mayagüez   |
| 7             | Alexis Colón     | 39            | Gigantes de Carolina |
| 8             | Pedrito Sierra   | 39            | Cariduros de Fajardo |
| 9             | Edwin Aquino     | 38            | Cariduros de Fajardo |
| 10            | Yunieski Ramírez | 38            | Mets de Guaynabo     |

| Battute vincenti | Battute vincenti  | Battute vincenti | Battute vincenti     |
| Pos.             | Nome              | Punti            | Squadra              |
| ---------------- | ----------------- | ---------------- | -------------------- |
| 1                | Pablo Guzmán      | 28               | Mets de Guaynabo     |
| 2                | Jean Carlos Ortíz | 28               | Cariduros de Fajardo |
| 3                | Maurice Torres    | 25               | Capitanes de Arecibo |
| 4                | Juan Miguel Ruiz  | 23               | Cariduros de Fajardo |
| 5                | Yunieski Ramírez  | 22               | Mets de Guaynabo     |
| 6                | Juan Vázquez      | 21               | Indios de Mayagüez   |
| 7                | Víctor Bird       | 18               | Gigantes de Carolina |
| 8                | Roberto Muñiz     | 18               | Capitanes de Arecibo |
| 9                | Fernando Morales  | 17               | Mets de Guaynabo     |
| 10               | Eddie Rivera      | 16               | Gigantes de Carolina |